# Słodki kraj
Słodki kraj (ang. Sweet Country) – australijski dramat kryminalny z 2017 roku w reżyserii Warwicka Thorntona.
Film miał premierę 6 września 2017 roku w konkursie głównym na 74. MFF w Wenecji, gdzie zdobył Nagrodę Specjalną Jury. Później obraz nagrodzono również sześcioma nagrodami AACTA Australijskiej Akademii Filmowej, w tym za najlepszy australijski film roku, reżyserię i scenariusz. Na ekrany polskich kin film wszedł 15 czerwca 2018 roku.

## Fabuła
Australia, rok 1929. Aborygen o imieniu Sam wdaje się w sprzeczkę ze swoim białym sąsiadem Harrym Marchem. W jej konsekwencji Sam zabija Harry'ego w samoobronie. Będąc poszukiwanym przestępcą na celowniku ścigających go służb, Sam i jego żona Lizzie muszą uciekać przez pustynię.

## Obsada
- Hamilton Morris – Sam Kelly
- Sam Neill – Fred Smith
- Bryan Brown – sierżant Fletcher
- Tom Wright – Mick Kennedy
- Matt Day – sędzia Taylor
- Ewen Leslie – Harry March
- Natassia Gorey-Furber – Lizzie Kelly
- Gibson John – Archie
- Anni Finsterer – Nell
- Shanica Cole – Lucy
- Tremayne i Trevon Doolan – Philomac
- Luka Magdeline Cole – Olive[4]

## Produkcja
Zdjęcia kręcono na terenie australijskiej prowincji Terytorium Północne (okolice Alice Springs, m.in. Ooraminna Station, Simpsons Gap, wąwóz Trephina).